# 걷지말고 뛰어라
"걷지말고 뛰어라"는 1976년에 개봉한 대한민국의 영화이다.

## 캐스팅
- 하재영
- 박은수
- 최윤희
- 홍유정
- 황건
- 이석구
- 박영규
- 황상철
- 지계순
- 이영호
- 권일정
- 성수열
- 신찬일
- 임해림
- 박일
- 우연정 (특별출연)
- 이영옥 (특별출연)
- 염복순 (특별출연)
- 신구 (특별출연)
- 남보원 (특별출연)
- 배삼룡 (특별출연)
- 장고웅 (특별출연)
- 조재성 (특별출연)
- 이소정 (특별출연)
- 전원주 (특별출연)
- 이보임 (특별출연)